# Polyrhachis hera
Polyrhachis hera é uma espécie de formiga do gênero Polyrhachis, pertencente à subfamília Formicinae.